# Густав Холст
Густав Теодор Холст (енгл. Gustav Theodore Holst; Челтнам, 21. септембар 1874 — Лондон, 25. мај 1934) био је енглески композитор.
Рођен је у музичкој породици (отац - оргуљаш, мајка - пијанисткиња). Од младости ради као оргуљаш у цркви, а водио је једно време црквени хор. Студирао је на Лондонском колеџу за музику и неколико година свира тромбон у оркестрима.
У периоду од 1919. до 1923. предавао је композицију на Лондонском колеџу за музику.
Компоновао је чувену седмоставачну свиту Планете у време када је у Европи беснео Први светски рат. Најпознатија композиција је Јупитер, планета радости.
Имао је значајан утицај на један број млађих енглеских композитора, укључујући и Едмунда Рубру, Мајкла Типета и Бенџамина Бритна.
Астероид 3590 Холст назван је по овом композитору.

## Живот и каријера

### Младост

#### Породично порекло
Холст је рођен у Челтнаму, Глостершир, као старији од двоје деце Адолфа фон Холста, професионалног музичара, и његове супруге, Кларе Кокс, рођене Ледијард. Она је била углавном британског порекла, ћерка угледног сајренчестерског адвоката; Холстова породица била је мешовитог шведског, летонског и немачког порекла, са најмање једним професионалним музичарем у свакој од претходне три генерације.
Један од Холстових прадеда, Матија Холст, рођен у Риги у Летонији, био је немачког порекла; он је служио као композитор и учитељ харфе на царском руском двору у Санкт Петербургу. Матијин син Густавус, који се са родитељима као дете преселио у Енглеску 1802. године, био је композитор музике у салонском стилу и познати учитељ харфе. Он је присвојио аристократски префикс „фон“ и додао га породичном имену у нади да ће стећи већи углед и привући ученике.
Холстов отац, Адолф фон Холст, постао је оргуљаш и зборовођа у Цркви свих светаца, Челтнам; такође је предавао и држао клавирске рецитале. Његова супруга, Клара, бивша ученица, била је талентована певачица и пијанисткиња. Имали су два сина; Густавов млађи брат, Емил Готфрид, постао је познат као Ернест Косарт, успешан глумац у Вест Енду у Њујорку и у Холивуду. Клара је умрла у фебруару 1882, а породица се преселила у другу кућу у Челтнаму, где је Адолпх регрутовао своју сестру Нину да му помогне у одгајању дечака. Густав је поштовао њену преданост породици и посветио јој је неколико својих раних композиција. Године 1885, Адолф се оженио са Мари Торлеј Стоун, још једном од његових ученица. Имали су два сина, Матију (познатог као „Мак”) и Евелина („Торлија”). Мари фон Холст је била заокупљена теозофијом и није је много занимала за домаћа питања. Сва четири Адолфова сина били су подложни ономе што један биограф назива „бенигним занемаривањем“, а посебно Густав „није био оптерећен пажњом или разумевањем, са слабим видом и слабим плућима, оба незбринута - био је 'мизеран и уплашен'."